# سینمای جمهوری چک
سینمای جمهوری چک (انگلیسی: Cinema of the Czech Republic) (هم به عنوان کشوری مستقل و هم به عنوان بخشی از چکسلواکی سابق) بستری برای بسیاری از کارگردانان تحسین‌شده سینماست. اولین کارگردان و فیلم‌بردار جمهوری چک یان کرژیژنتسکی است. کسی که از بخش دوم دهه ۱۸۹۰ فیلم‌های کوتاه مستندی به نام «فیلم خبری روز» را می‌ساخت. اولین خانه دائمی سینما در ۱۹۰۷ و توسط ویکتور پونرپو در پراگ ساخته شد. صدا برای اولین بار در سال ۱۹۳۰ به سینمای چکسلواکی راه یافت. پس از آن بود که صنعت فیلم چک، دوره طلایی‌اش را تا زمان جنگ جهانی دوم تجربه کرد. استودیوهای باراندوف در ۱۹۳۳ فعال شدند که بزرگ‌ترین استودیوهای کشور و یکی از بزرگ‌ترین‌ها در اروپا به حساب می‌آمد. در حال حاضر، این استودیوها، «هالیوود اروپا» و به خاطر علاقه روزافزودن به محصولات غربی، «هالیوود شرق (اروپا)» خوانده می‌شوند.

## برندگان جایزه اسکار

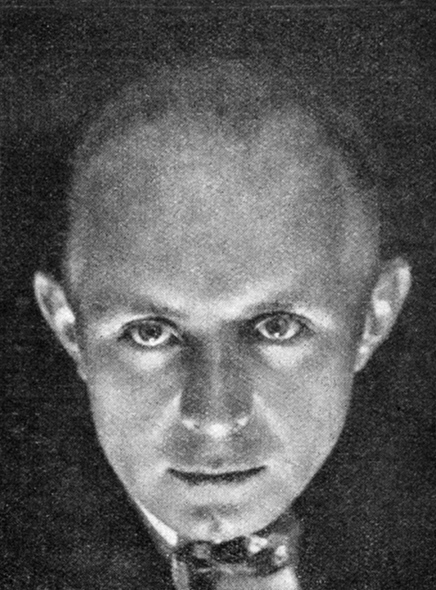
واتسلاو کرشکا فیلمنامه‌نویس و کارگردان اهل جمهوری چک

سه فیلم سینمای چک/چکسلواکی برنده جایزه اسکار بهترین فیلم خارجی‌زبان شده‌اند. این فیلم‌ها و کارگردانان‌شان عبارتند از: فروشگاه در خیابان اصلی (۱۹۶۵) اثر یان کادار و المار کلوس، از روی قطارها چشم برندار (۱۹۶۷) اثر ییرژی منتسل و کلیا (۱۹۹۶) اثر یان اسویراک.
از دیگر کارگردانان مطرح چک می‌توان به میلوش فورمن اشاره کرد. دو فیلم مطرح او پرواز بر فراز آشیانه فاخته (۱۹۷۵)، برنده ۵ اسکار و فیلم آمادئوس او (۱۹۸۴)، برنده ۸ جایزه اسکار شده‌است.

## جشنواره‌ها

### جشنواره کارلووی واری
جشنواره‌ای است که هرساله در ماه ژوئیه در شهر کارلووی واری در شمال غربی جمهوری چک برگزار می‌شود. جشنواره کارلووی واری که از سال ۱۹۴۶ آغاز به‌کار کرده‌است، مهم‌ترین جشنواره اروپای مرکزی و شرقی به‌شمار می‌رود. این جشنواره دارای دو بخش رقابتی و غیررقابتی است و جایزه اصلی آن گوی بلورین نام دارد.

### جشنواره فیلم زلین
یک جشنواره فیلم برای مخاطبان کودک و نوجوان و یکی از قدیمی‌ترین جشنواره‌ها از این نوع در جهان است. این جشنواره هرساله در شهر زلین در جنوب شرقی جمهوری چک برگزار می‌شود.